# Tiempo de retorno energético
El tiempo de retorno energético es el tiempo necesario para recuperar la energía invertida en la fabricación de un aprovechamiento energético renovable.
Por ejemplo, actualmente los paneles fotovoltaicos recuperan la energía necesaria para su fabricación en un período comprendido entre 6 meses y 1,4 años. Si una célula fotovoltaica deja de funcionar antes de esa fecha, habrá supuesto un gasto energético en vez de una fuente de energía: hubiera sido más eficiente no haberla fabricado. Sin embargo, en caso de que alcance su vida útil media (superior a 30 años), producen electricidad limpia durante más del 95% de su ciclo de vida.
Este concepto está íntimamente relacionado con la tasa de retorno energético de un aprovechamiento energético renovable, que compara el tiempo de retorno energético de un dispositivo frente a vida útil estimada de dicho dispositivo, para determinar su eficiencia energética real.
Lamentablemente, el cálculo de los tiempos y tasas de retorno energético es extremadamente complejo, por lo que no es infrecuente encontrar resultados que difieren incluso en un orden de magnitud.